# Лазарев, Марклен Иванович
Марклен Иванович Лазарев (20 октября 1920, Ереван — 2006) — юрист, специалист по международному и морскому праву, а также — по проблемам разоружения; выпускник Всесоюзного юридического заочного института (1942), доктор юридических наук с диссертацией об иностранных военных базах (1961), профессор кафедры международного права РУДН, заведующий кафедрой правовых наук Высшей дипломатической школы МИД СССР; член Постоянной палаты третейского суда в Гааге (1969—1984).

## Биография
Марклен Лазарев родился 20 октября 1920 года в городе Эривань (Первая Республика Армения). Учился в Москве: уже во время Второй мировой войны, в 1942 году, стал выпускником Всесоюзного юридического заочного института (с отличием). После войны, в 1948 году, он защитил кандидатскую диссертацию на тему «Проблема признания во взаимоотношениях США с государствами Латинской Америки» — стал кандидатом юридических наук.
В период с 1944 по 1946 год Лазарев являлся юрисконсультом в советской правительственной закупочной комиссии, работавшей в США в рамках ленд-лиза. В 1950 году он начал работать в Высшей дипломатической школе МИД СССР — до 1970 году успел стать преподавателем и заведующим кафедрой правовых наук. В 1961 году успешно защитил в МГУ докторскую диссертацию по теме «Иностранные военные базы на чужих территориях и современное международное право» — стал доктором юридических наук. В период между 1971 и 1979 годами являлся заведующий сектором международного морского, воздушного и космического права, являвшегося частью Института государства и права (ИГП) АН СССР. Затем, в 1979—1985 годах занимал пост заместителя директора в Институте Латинской Америки АН СССР. Являлся профессором кафедры международного права Университета дружбы народов (РУДН). Скончался в 2006 году.

## Работы
Марклен Лазарев являлся автором и соавтором более шести сотен научных работ; он специализировался на проблемах морского права, на юридических вопросах разоружения, а также — на статусе военных баз на территориях иностранных государств:
- «Пять принципов мирного сосуществования» (М., 1957) (соавт.);
- «За ликвидацию военных баз США на чужих территориях» (М., 1959);
- «Преступления американской военщины на чужих территориях (о статусе вооруженных сил стран НАТО)» (М., 1960);
- «Конгресс народов в защиту мира: основные принципы международного права» (М., 1961).
- Англо-американский расизм и народы Азии / М. И. Лазарев // Советское государство и право. — М., 1951. — № 2 (февраль). — С. 70—73.
- Вопрос об иностранных военных базах и вооруженных силах на чужих территориях в международно-правовой литературе / М. И. Лазарев // Советский ежегодник международного права. 1960 = Soviet year-book of international law. 1960 / Советская Ассоциация международного права. — М.: Издательство АН СССР, 1961. — С. 374—380.